# Puy de Niermont (Paulhac)
Pour l’article homonyme, voir Puy de Niermont (Le Claux).
Le puy de Niermont est un sommet des monts du Cantal dans le Massif central.

## Géographie

### Situation
Le puy est situé sur la Haute-Planèze, sur la commune de Paulhac.

### Géologie
Le sous-sol du puy de Niermont est constitué d'andésite.

## Activités

### Protection environnementale
Le sommet est inclus dans le site Natura 2000 « Massif cantalien », dans la ZNIEFF de type 2 « Monts du Cantal », ainsi que dans la ZNIEFF de type 1 « Puys de Prat-de-Bouc et de Niermont ».

### Randonnée
La montagne est traversée par le sentier de grande randonnée 4.